# Bonaventura Badoardo de Peraga

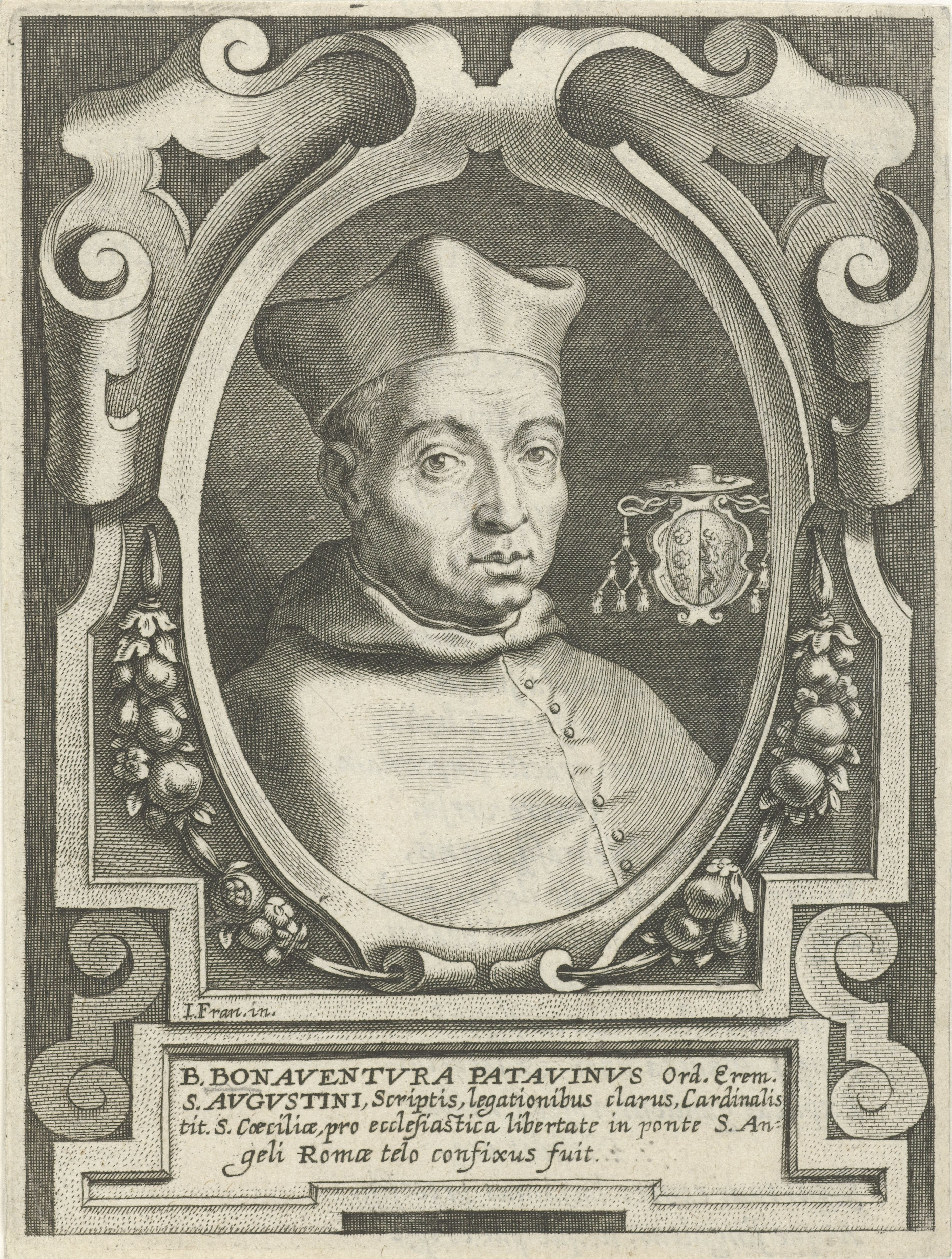
Kardinal Bonaventura Badoer Peraga (Stich von Cornelis Galle, 1636)

Bonaventura Badoardo de Peraga OESA, auch: Bonsemblantes, venezianisch: Badoer; andere Namensformen: Badoario, Baduarius, Baduario und Baduaro (* 22. Juni 1332 in Padua; † 10. Juni 1389 in Rom) war ein Kardinal der Römischen Kirche. Er war Generalprior der Augustiner-Eremiten.

## Leben
Bereits in sehr jungen Jahren trat er in den Orden der Augustiner-Eremiten ein. Er erwarb einen Magister der Theologie und wurde später Professor an der Universität von Paris. Papst Innozenz VI. vertraute ihm die Gründung eines Kollegs an der Universität Bologna an. Am 17. Mai 1377 wurde er in Verona zum Generalprior seines Ordens gewählt. Papst Gregor XI. berief ihn zum Nuntius bei König László I. von Ungarn.
Papst Urban VI. ernannte ihn am 18. September 1378 zum Kardinalpriester der Titelkirche Santa Cecilia. Er war der Autor zahlreicher Werke, darunter Bibelkommentare, Heiligenviten und Predigten; er hielt die Leichenpredigt für den Dichter Petrarca, ferner stand er im Briefwechsel mit der später heiliggesprochenen Katharina von Siena.
Am 10. Juli 1389 wurde er in Rom auf Geheiß des Herrschers von Padua Francesco Carrara durch einen Pfeilschuss ermordet, während er auf der Engelsbrücke den Tiber überquerte, um auf den Vatikan zu gelangen. Er wurde zunächst in der Kirche San Trifone bestattet, später wurden seine Gebeine in die Kirche San Agostino überführt und dort in der Kapelle des heiligen Nicola de Tolentino beigesetzt.